# ちゃぶマイル
イートマーケット ちゃぶマイル は、大阪市西区北堀江にあった飲食店集合施設。
ビルのワンフロアに居酒屋や沖縄料理・スペイン料理・イタリア料理・海鮮料理・焼酎バー等10店舗が垣根なく配置されている。

## 概要
「ちゃぶ台のまわりに人が集まり寛ぐ様に、ちゃぶマイルにもたくさんの人が集まり、笑顔（スマイル）がこぼれる様に」、のコンセプトから作られた飲食店施設。
「ちゃぶ台＋スマイル＝ちゃぶマイル 」
個々のお店にそれぞれ店主がおり、ルールや企画をもちよりイベントを行うこともある。
町内会・長屋・市場を合わせたような雰囲気の10店舗がワンフロアに集まった飲食施設。
屋台村のような施設だが、あくまで個々に店舗が成立している。

## 施設内の店舗

### Lungo
Lungo（るんご）は北堀江のスペイン料理バル。
タパス･スパニッシュオムレツ・ガーリックオイル煮・チョリソー、飲料はカヴァ・サングリアなどを扱う。

### 沖縄kitchinバナナ
沖縄kitchinバナナ（おきなわきっちんばなな）は沖縄料理･居酒屋。
ミミガー･ラフテー･チャンプルー･トウフヨウに泡盛･ソーキそば･海ぶどう等沖縄料理を扱う。

### お好み たまちゃん
お好み たまちゃんはお好み焼き･居酒屋。
豚玉･イカ玉･油カス焼きなどお好み焼き料理を扱う。ナムルなど韓国風の惣菜も扱う。

### ezoccino
ezoccino（えぞっちーの）はイタリアンバール。
北あかりじゃがいも･ホエー豚など北海道産素材を使いカプレーゼ・バーニャカウダ・パスタ等を扱う。

### 宮崎てげてげ
宮崎てげてげは宮崎料理・宮崎名物の居酒屋。
もも焼き・せせり焼き・チキン南蛮タルタルソースや鶏なんこつ唐揚げ・手羽先の塩焼き・冷汁や鶏雑炊など鶏料理を扱う。

### こころごはん
こころごはんは家庭料理・家庭惣菜の居酒屋。
肉じゃが、餃子、つくね丼ぶり、たたききゅうり、卵かけごはん・じゃこご飯など家庭的な料理を扱う。

### 玄海対馬 津々浦々
玄海対馬 津々浦々（げんかいつしま つつうらうら）は海鮮料理・お刺身・干物の居酒屋。
まぐろトロ盛り、うなぎ釜めし、霜降りアジなどを扱う。

### 串揚げ 九四
串揚げ 九四（くしあげ くし）は串揚げ・串カツ居酒屋。
豚しそ、貝柱、鶏しいたけ、アスパラ、団子、カマンベール串などを扱う。

### CASE
CASE（ケース）はシャンパンバー。
シャンパン・スパークリングワイン・ブランデーのみを扱う。

### Bar 灯屋
Bar 灯屋（バー あかりや）は焼酎バー。
芋焼酎・麦焼酎・日本酒・ビール・シャンパンを扱う。

## 交通アクセス
- 地下鉄 長堀鶴見緑地線 西大橋駅より徒歩3分
- 地下鉄四つ橋線 四ツ橋駅より徒歩8分